# Тоті даль Монте
Тоті даль Монте (італ. Toti dal Monte; сценічне ім'я; справжнє ім'я — Антонієтта Менегеллі, італ. Antonietta Meneghelli; 27 червня 1893 — 26 січня 1975) — італійська оперна співачка в співочому голосі сопрано.

## Життєпис
Антонієтта народилася 27 червня 1893 року в містечку Мольяно-Венето.
Її батько був шкільним учителем і керівником місцевого оркестру. Вже у віці п'яти років Антонієтта добре виконувала сольфеджіо та грала на роялі, пізніше ознайомилася з основами теорії музики. Незабаром вся родина переїхала до Венеції, де юна Менегеллі стала відвідувати оперний театр ла Феніче, де вперше почула оперу і після вистави вдома співала улюблені арії.
Вступила до Венеціанської консерваторії як піаністка, навчання проходила в Джино Тальяп'єтра, учня Ферруччо Бузоні. В кінці навчання в консерваторії вона пошкодила праву руку — розірвала сухожилля, і зайнялася вокалом у Барбари Маркізіо, що в підсумку і зіграло у виборі заняття на майбутнє. Уже в 17 років вона дебютувала в театрі Ла Скала в ролі Biancofiore в опері «Francesca da Rimini» італійського композитора Ріккардо Дзандонаї, отримавши миттєвий успіх.
Багато гастролювала по Італії. У березні 1921 року співачка уклала контракт на гастролі по Латинській Америці, виступала в Буенос-Айресі, Ріо-де-Жанейро, Сан-Пауло, Росаріо і Монтевідео. В кінці цього року повернулася до Італії, працювала в Ла Скала. У 1922 році виконала кілька ролей з італійським тенором Carlo Broccardi в палермському театрі Массімо. Наприкінці 1924 року Тоті даль Монте з успіхом виступала в США — співала в Нью-Йорку, в «Метрополітен-опера»; виступила в Чикаго, Бостоні, Індіанаполісі, Вашингтоні, Клівленді та Сан-Франциско.
Тоті продовжувала гастролювати. Навіть під час Другої світової війни, не в змозі відмовитися від заздалегідь затверджених концертів в Берліні, Лейпцигу, Гамбурзі. Але при першій же можливості вона поїхала до Англії, де виступала у Лондоні та інших англійських містах. Потім вона вирушила в чергове турне Європою, відвідавши Швейцарію, Францію, Бельгію і повернулася до Італії. Після гастролей по Південній Америці в 1948 році, співачка покинула оперну сцену. Деякий час працювала педагогом. Написала книгу «Голос над світом». За час своєї співочої кар'єри знімалася в кіно. У 1931, 1956 та 1963 роках відвідувала Радянський Союз з трупою Джорджіо Де Лулло.

### Особисте життя
У 1928 році, під час свого третього візиту до Австралії, Тоті вийшла заміж за тенора Enzo de Muro Lomanto. Весілля відбулося в соборі Діви Марії в Сіднеї.

### Смерть
Тоті даль Монте померла 26 січня 1975 року в комуні П'єве-ді-Соліго італійської провінції Тревізо.